# 岡井省二
岡井 省二（おかい しょうじ、1925年11月26日 -  2001年9月23日）は、日本の俳人。号に、槐、槐庵、槐散人など。
三重県度会郡生まれ。大阪大学医学部卒業。内科医のかたわら句作をはじめ、加藤楸邨および森澄雄に師事。1968年、「寒雷」に入会、1970年、「杉」創刊に参加。翌年、第1回杉賞を受賞。1984年、宇佐美魚目、大峯あきららと俳誌「晨」を創刊し、二人とともに代表同人。1991年、「槐」を創刊、主宰。
代表句に、宇治市・三室戸寺参道の句碑に刻まれた「あぢさゐの色をあつめて虚空とす」（句集『鯨と犀』所収）などがある。門下に、児玉輝代、菅原鬨也、小山森生、山西雅子、加藤かな文、吉野裕之などがいる。

## 著書
- 『明野』永田書房〈句集〉、1976年。
- 『鹿野』角川書店〈句集〉、1980年。
- 『山色』永田書房〈句集〉、1983年。
- 『俳句の風景』 永田書房、1984年
- 『有時』角川書店〈句集〉、1987年。
- 『五劫集』角川書店〈句集〉、1988年。
- 『俳句・精神の風景』 牧羊社、1988年
- 自選句集『大和』 角川書店、1989年

『明野』『鹿野』『山色』から201句を収める。
- 『夏炉』角川書店〈句集〉、1989年。
- 『前後』角川書店〈句集〉、1991年。
- 『岡井省二初期句集 明野・鹿野』 草韻新社、1991年
- 『森澄雄 - 鑑賞秀句100句選』 牧羊社、1992年
- 『猩々』角川書店〈句集〉、1993年。
- 『俳話一滴』花神社、1993年。
- 『鯨と犀』富士見書房〈句集〉、1997年。
- 『鯛の鯛』角川書店〈句集〉、1999年。
- 『槐庵俳語集-俳句真髄』朝日新聞社、1999年。
- 『大日』本阿弥書店〈句集〉、2000年。